# Schnorrenberggraben
Der Schnorrenberggraben ist ein nicht ganz einen Kilometer langer Waldklingenbach im Gebiet der Kleinstadt Langenburg im Landkreis Schwäbisch Hall im nordöstlichen Baden-Württemberg, der gegenüber dem Talsporn von Schloss Langenburg von links und Südwesten in die mittlere Jagst mündet.

## Geographie

### Verlauf
Der Klingeneinschnitt des Schnorrenberggrabens beginnt unmittelbar neben der L 1042 zwischen Künzelsau-Laßbach und Langenburg-Nesselbach im Waldgewann Kronhalde. Dort laufen aus dem Westen, dem Süden und dem Südosten drei kurze und wenig eingetiefte Obertalmulden zusammen, von denen allein der letztgenannte abschnittsweise von einem kleinen Bach durchlaufen wird. Dieser beginnt in zwei Armen an Drainagerohren aus dem Feldgewann Hinteres Greut am Waldrand und zieht bald vereint und ein bis drei Meter breit, etwas gewunden und ohne großes Gefälle nach Nordwesten, bis sein Wasser sich nach etwa 0,3 km in einer weiten Mulde verliert und das Bett aussetzt. Das Einzugsgebiet bis zur Versickerung ist knapp 0,4 km² groß.
Seine Klinge und der Schnorrenberggraben darin setzen dann gut hundert Meter nördlich der Versickerungsmulde auf etwa 430 m ü. NHN ein, gegenüber einem Waldweg ins Gewann Schaftrieb an der Westseite der Straße und neben zwei anderen Waldwegabgängen in die Kronhalde. Mit dem Bach und seinem noch engen Geländeeinschnitt in der Mitte laufen diese zunächst auf dessen Hangkanten nordnordostwärts. Das ein bis drei Meter breite Bachbett auf dem Klingengrund besteht anfangs teilweise aus Felsplatten und kleinen Abfällen an deren Ende, ist dann aber mehr und mehr von einem Schotterbett bedeckt. Wasser fließt darin zuoberst nur zeitweilig. Nach dem halben Lauf wenden sich Klinge und Bach darin nach Nordosten bis Ostnordosten. Im unteren Teil der Klinge ist der Durchfluss dann recht beständig. Von den durchweg waldbestandenen Hängen herab speisen kurze Gerinne aus mehr oder weniger beständig schüttenden Quellen den Bach.
Zuletzt mündet der Schnorrenberggraben über einen Schotterkegel an der Prallhangseite des Flusstals auf etwa 289 m ü. NHN von links in die mittlere Jagst, die hier eben in einer markanten Schlinge nach Westen den Bergsporn mit dem Schloss Langenburg darauf umfließt.
Der Schnorrenberggraben mündet nach 0,8 km langem Klingenlauf mit mittlerem Sohlgefälle von etwa 180 ‰ rund 141 Höhenmeter unterhalb seines Ursprungs neben der Landesstraße. Der Weg des zwischendurch versickernden Wassers aus der mündungsfernsten Drainage am Feldgewann Hinteres Greut ist etwa 1,4 km lang.

### Einzugsgebiet
Der Schnorrenberggraben hat ein etwa 1,1 km² großes Einzugsgebiet. Es gehört naturräumlich mit seinem Anteil auf der Randhöhe des Flusstals zum Unterraum Östliche Kocher-Jagst-Riedel der Östlichen Kocher-Jagst-Ebene, mit dem mündungsnahen darunter zum Unterraum Mittleres Jagsttal des Jagsttals, alle Teile des Naturraums der Kocher-Jagst-Ebenen. Der höchste Punkt am Südwesteck erreicht etwa 465 m ü. NHN. Das Gebiet ist überwiegend bewaldet, nur etwa ein Viertel von ihm im Süden auf dem rechten Hochebenensporn im Gewann Hinteres Greut ist offen und steht fast ganz unterm Pflug. Das Gebiet liegt in Gänze im Stadtgebiet von Langenburg und ist nirgends besiedelt.
Reihum grenzt es an die Einzugsgebiete der folgenden Nachbargewässer:
- Im Süden liegt das Einzugsgebiet des Reichenbachs, der westwärts zum Kocher läuft;
- im Westen liegen die Quellgebiete von Zuflüssen des Weilersbachs, der diesem etwas weiter abwärts zumündet;
- im Norden läuft ein kürzerer Waldklingenbach von links und unterhalb des Schnorrenberggrabens zum Jagst;
- im Südosten gibt es oberhalb des Schnorrenberggrabens lange keinerlei linken Zufluss zur Jagst.

## Geologie
Auf dem Hochebenenanteil steht Lettenkeuper (Erfurt-Formation) an über dem Muschelkalk im Untergrund, bis zu dem hinunter sich teils schon die Oberlaufmulden der Klinge eingetieft haben. Längstenteils ist es Oberer Muschelkalk, doch auf dem letzten Laufdrittel schneidet sich der Bach noch in den Mittleren und zuletzt in den Unteren Muschelkalk ein. Beidseits der mittleren Klinge sind größere Schollen abgerutscht, sonst ist der Muschelkalk meist mit Hangschutt überlagert.
Auf der Hochebene und in den noch wenig eingetieften Obermulden vor der Klinge gibt es im Oberen Muschelkalk rund zwei Dutzend Dolinen, teilweise versinken darin kurze Gerinne. Der Muschelkalk ist also stark verkarstet, was auch den unbeständigen Durchfluss erklärt. Eine besonders weite und tiefe Trichterdoline mit über 25 Metern Durchmesser rechts der obersten Klinge auf dem Hochebenensporn im Waldgewann Kronhalde ist landesamtlich als Geotop ausgewiesen. Andere reihen sich entlang der Tiefenlinie der von Westsüdwesten zulaufenden Oberlaufmulde, die gewässerfrei ist.
Etwa von Nordwesten her läuft eine Störungslinie auf die Mündung des Bachs zu, deren Tiefscholle auf der klingenfernen Seite liegt.

## Natur und Schutzgebiete
Ein Dolinenfeld mit der großen, unter → Geologie schon erwähnten Trichterdoline ist als Naturdenkmal geschützt. Die Klinge des Bachs liegt im Naturschutzgebiet Reiherhalde bei Bächlingen. Gegenüber der Mündung erstreckt sich auf der anderen Flussseite in der offenen Aue das Landschaftsschutzgebiet Mittleres Jagsttal mit Nebentälern und angrenzenden Gebieten.

## Tourismus
Ein Blau-Punkt-Wanderweg läuft um die obere Klinge auf den beiden sie einrahmenden und an der Landesstraße zusammentreffenden Waldwegen.

### LUBW
Amtliche Online-Gewässerkarte mit passendem Ausschnitt und den hier benutzten Layern: Lauf und Einzugsgebiet des Schnorrenberggrabens

Allgemeiner Einstieg ohne Voreinstellungen und Layer: Daten- und Kartendienst der Landesanstalt für Umwelt Baden-Württemberg (LUBW) (Hinweise)
1. 1 2 3  Höhe nach dem Höhenlinienbild auf dem Hintergrundlayer Topographische Karte.
2. ↑  Länge nach dem Layer Gewässernetz (AWGN).
3. ↑  Einzugsgebiet abgemessen auf dem Hintergrundlayer Topographische Karte.
4. 1 2  Länge abgemessen nach dem Layer Geschützte Biotope.
5. ↑  Natur teilweise nach dem Layer Geschützte Biotope.
6. ↑  Länge nach dem Layer Gewässernetz (AWGN), ergänzt um das auf der Gewässerkarte nicht berücksichtigte Anfangsstück auf der Kronhalde und den mutmaßlichen Versickerungsweg, die auf dem Hintergrundlayer Topographische Karte abgemessen wurden.
7. ↑  Geotope nach dem einschlägigen Layer.
8. ↑  Schutzgebiete nach den einschlägigen Layern.

### Andere Belege
1. ↑  Wolf-Dieter Sick: Geographische Landesaufnahme: Die naturräumlichen Einheiten auf Blatt 162 Rothenburg o. d. Tauber. Bundesanstalt für Landeskunde, Bad Godesberg 1962. → Online-Karte (PDF; 4,7 MB)
2. ↑  Geologie nach den Layern zu Geologische Karte 1:50.000 auf: Mapserver des Landesamtes für Geologie, Rohstoffe und Bergbau (LGRB) (Hinweise)